# Amicleu
Amicleu (grec antic: Ἀμυκλαῖος, llatí: Amyclaeus) fou un escultor grec nascut a Corint que, juntament a Diïl·los, va esculpir en bronze un grup que els focis van dedicar com ofrena a Delfos després de la seva victòria sobre els tessalis al començament de les guerres mèdiques l'any 480 aC, segons Pausànies.
El grup escultòric representava el combat entre Apol·lo i Hèracles per aconseguir el trípode sagrat. Els dos combatents agafaven el trípode un per cada costat, i mentre Leto i Àrtemis recolzaven Apol·lo, Hèracles era ajudat per Atena. Pausànies explica el significat de l'obra. Diu que els focis, com a guardians de l'Oracle de Delfos, s'identificaven amb Apol·lo, mentre que els tessalis eren heraclides i el seu crit de guerra invocava Atena.